# Trichophysetis nigridiscalis
Trichophysetis nigridiscalis là một loài bướm đêm trong họ Crambidae.